# منارة عانة

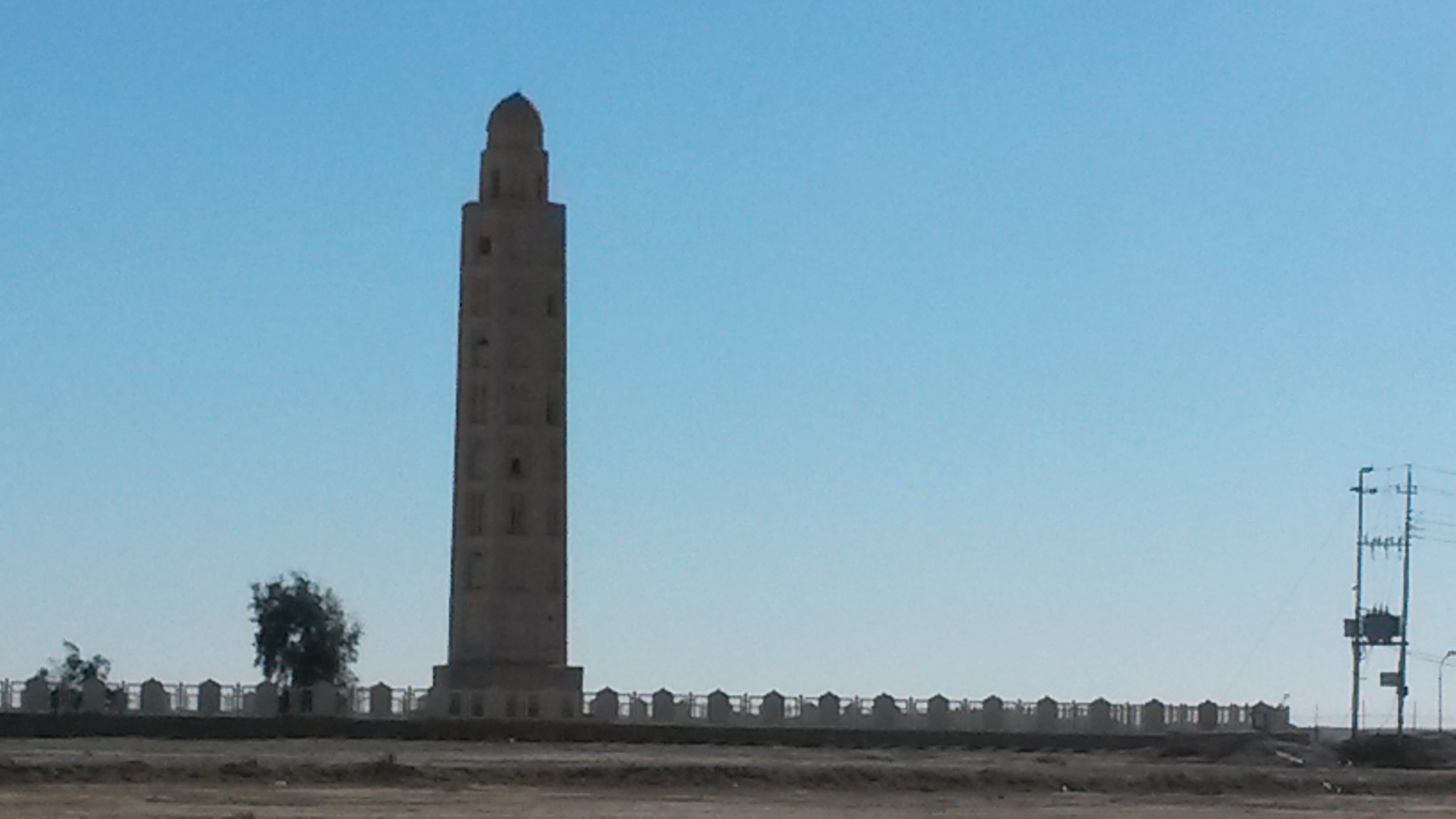
مئذنة عانة

قلعة عانة كما تسمى في بعض المراجع منارة عانة أو مئذنة عانة، هي مئذنة وقلعة تعود للعصر العباسي (القرن الرابع تحديداً) تقع على غرب نهر الفرات في منطقة عانة القديمة.

## الاسم
يُكتب اسم المنارة أيضًا منارة عنة أو مئذنة عنة أو قلعة عنة تبعًا لكتابة اسم المدينة وفقًا لرسمه قديمًا: «عنة».

## تاريخ بنائها
يرجح علماء الآثار بأن مئذنة عنه تم بناؤها في أواخر العصر العباسي الأول وتحديداً في الفترة 386 - 468 هجرية الموافق 996 - 1096 ميلادية وذلك بالعودة إلى طراز البناء والنقوش وهيكل المبنى والآجر المستخدم في بنائها.

## المواصفات الفنية
يبلغ ارتفاعها حوالي 28 متراً وهي تتكون من ثمان طوابق وبها كيلان خفيف لا يقارن بميلان برج بيزا المائل ولكن يذكر به، لها قاعدة مكعبة ولها 72 غطاراً تطريزياً.

## النقل العالمي
في منتصف ثمانينيات القرن العشرين قرر الرئيس العراقي صدام حسين إقامة عدد من السدود على نهر الفرات كنوع من توفير الأمن المائي وكان نتيجته إقامة بحيرة في المنطقة التي تقع فيها القلعة مما كان سيؤدي إلى غرقها فقام خبراء الآثار العراقيين بالتعاون مع بعثة إماراتية من دائرة الثقافة والإعلام في الشارقة بتفكيك القلعة في عملية هي الأولى من نوعها لتفكيك قطع أثرية ضخمة إلى 28 قطعة ونُقلت إلى منطقة أخرى قريبة من راوة الجديدة.

## تعرضها للتخريب
في مساء يوم 18 يونيو 2006 تعرضت أجزاء من القلعة للتفجير على أيدي مجهولين وهو التفجير الذي كان ضمن سلسلة عمليات لتفجير بعض المظاهر التاريخية في العراق مثل تفجير تمثال أبو جعفر المنصور مؤسس مدينة بغداد.